# ماثيو روبنسون
ماثيو روبنسون (بالإنجليزية: Matthew Robinson)‏ (23 ديسمبر 1974 بإكزتر في المملكة المتحدة - ) هو لاعب كرة قدم بريطاني في مركز الدفاع. لعب مع أكسفورد يونايتد وفوريست غرين ونادي بورتسموث ونادي ريدنغ ونادي ساوثهامبتون ونادي سالزبري سيتي وA.F.C. Totton ‏ وSwindon Supermarine F.C. ‏.

## وصلات خارجية
- ماثيو روبنسون على موقع قاعدة بيانات كرة القدم.إي يو (الإنجليزية)
- ماثيو روبنسون على موقع Soccerbase.com (لاعب) (الإنجليزية)
- ماثيو روبنسون على موقع عالم كرة القدم.نت (الإنجليزية)